# Spodoptera marima
Spodoptera marima là một loài bướm đêm trong họ Noctuidae.